# Silvio Gazzaniga
Silvio Gazzaniga (Milánó, 1921. január 23. – Milánó, 2016. október 31.) olasz szobrász. A FIFA világbajnoki trófea készítője.
A szobrászatot szülővárosában tanulta. Az 1970-es évek elején vált ismertté a szakmában, amikor 53 jelentkező munkái közül az övét választotta ki a FIFA az új vb-trófeának. Emellett ő alkotta meg az UEFA-kupa (1972) és az UEFA-szuperkupa (1973) serlegét is.

## FIFA World Cup trófea
Miután Brazília harmadik alkalommal is elhódított a Jules Rimet kupát, a FIFA pályázatot írt ki az új serleg elkészítésére, melyre összesen hét országból, 53 beadvány érkezett. Végül Silvio Gazzaniga lett a kiválasztott, akinek tervei alapján elkészülhetett az új vb-trófea. A 36,5 centiméter magas szobrot 5 kilogramm aranyból öntötték formába és egy 13 centiméter átmérőjű, két réteg malachitból és két réteg aranyból készült talapzaton áll. A Földet a fejük fölött tartó két emberi figurát ábrázoló alkotás teljes súlya 6,175 kilogramm. A szobor a milánói Bertoni cég munkájának lett az eredménye.

„Az inspirációt két alapvető elem adta, a sportoló és a világmindenség. Valami olyasmit szerettem volna létrehozni, ami szimbolizálja az erőfeszítést és a törekvést, ugyanakkor harmóniát, egyszerűséget és békét sugároz. A körvonalát egyenesnek képzeltem el, hogy a szemlélő figyelmét a főszereplőre irányítsa, aki a labdarúgó. A szobor két emberi alakja a győzelem pillanatában megörökített sportolók” – mondta művéről Gazzaniga.
A trófea talapzatába egyszerűen a „FIFA világbajnokság” feliratot vésték. Minden alkalommal a szobor aljába gravírozzák a vb-címet elhódító nemzet nevét a saját nyelvén, valamint a világbajnoki cím évszámát. Természetesen mindezek nem láthatóak, amikor a trófea egyenesen áll. Összesen tizenhét bajnoknak van hely. A FIFA tehát 2038-ig gondolkozhat azon, hogy mi legyen a kupa sorsa, miután minden névtábla betelik az alján. A győzelem jelképét, a minden labdarúgó vágyálmát megtestesítő trófeát először az 1974-es világbajnok NSZK csapatkapitánya, Franz Beckenbauer emelhette a magasba.